# Comuna Jucikivți, Hmelnîțkîi
Jucikivți (în ucraineană Жучківці) este o comună în raionul Hmelnîțkîi, regiunea Hmelnîțkîi, Ucraina, formată din satele Jucikivți (reședința) și Oleșkivți.

## Demografie
Componența lingvistică a comunei Jucikivți
     Ucraineană (91,81%)
     Polonă (4,77%)
     Rusă (2,69%)
     Alte limbi (0,61%)
Conform recensământului din 2001, majoritatea populației comunei Jucikivți era vorbitoare de ucraineană (91,81%), existând în minoritate și vorbitori de polonă (4,77%) și rusă (2,69%).